# Манојло II Велики Комнин
Манојло II Велики Комнин (грч. Μανουηλ Μεγας Κομνηνος; око 1324–1333) је био трапезунтски цар из династије Великих Комнина током осам месеци 1332. је био цар Трапезунтског царства, током 1332. године. Манојло је био син цара Андроника III, имао је осам година у јануара 1332. године, када је постао цар.

## Биографија
Примарни извор за Манојлову владавину, хроника Михаила Панарета, упадљиво изоставља многе чињенице о цару Манојлу II или његовој владавини, упркос томе што је Панарет био савременик цара Манојла II. Нису дати подаци о његовој мајци, која је вероватно могла да врши дужност намесника, чак ни да је намесништво успостављено. Све што нам Панарет говори о његовој краткој владавини јесте да је Бајрам бег, емир Халивије, са својим Туркменима упао на Манојлову територију, продирући чак до Асоматоса, где их је Трапезунтска војска поразила 30. августа 1332. године, наневши много жртава и заробивши многе њихове коње.
Према Вилијаму Милеру, злочини његовог оца шокирали су народ до те мере да су се поделили на супарничке фракције: једну засновану на главном граду, коју он описује као „византијску странку“; другу на селу, коју он описује да „представља изворну понтску аристократију“. Византијска странка је позвала Манојловог стрица Василија да се из Цариграда врати у Трапезунт и да преузме власт. Василије је стигао у Трапезунт 22. септембра 1332; цар Манојло II је свргнут после осам месеци владавине и затворен. Мега дукс Лекес Цацинтаион, његова жена Сирикена и њихов син Цамбас, мега доместик, који су вероватно били Манојлове присталице, су погубљени. Међутим, неуспешна побуна коју је предводио мега дукс Јован у фебруару 1333. подстакла је његовог стрица цара Василија да нареди Манојлово погубљење.
Манојлово погубљење било је необично из много разлога. Од четири цара свргнутих током постојања Трапезунтског царства, цар Манојло II је био једини који је убијен након што је уклоњен са власти; у остала три случаја било је довољно да бивши владар буде прогнан. Даље, за време постојања Византијског царства реткост је била погубљењe малолетних ривала за царски престо; чак се и немилосрдни Михаило VIII Палеолог задовољио тиме што је само ослепео свргнутог и заточеног цара Јована IV Ласкариса, који је био отприлике Манојлових година. То што је Манојлов отац цар Андроник III убио Манојлова два стрица можда је утицало на Василијеву одлуку да нареди погубљење цара Манојла II.